# Jonathan Cochet
Jonathan Cochet (ur. 4 stycznia 1977 roku w Alençon) – francuski kierowca wyścigowy.

## Kariera
Francuz karierę rozpoczął w roku 1989, od startów w kartingu. W 1995 roku przeszedł do wyścigów samochodów jednomiejscowych, debiutując we Francuskiej Formule Renault Campus. Ostatecznie zmagania w niej zakończył na 5. miejscu. W latach 1996–1997 rywalizował we Francuskiej Formule Renault. W pierwszym podejściu został w niej sklasyfikowany na 16. miejscu. W drugim natomiast po raz pierwszy sięgnął po tytuł mistrzowski. Oprócz startów we francuskim cyklu, Francuz ścigał się również w europejskiej edycji, w której zajął 9. lokatę.
W latach 1998–2000 brał udział we Francuskiej Formule 3. W pierwszym roku startów ukończył ją na 11. miejscu. W kolejnych dwóch sezonach walczył o tytuł mistrzowski. W roku 1999 musiał uznać wyższość swojego rodaka Sébastiena Bourdais, zajmując 2. pozycję. Sezon później, wspólnie z ekipą Signature, sięgnął po mistrzostwo serii.
W roku 2001 Francuz pełnił funkcję kierowcy testowego francuskiej stajni F1 – Prost Grand Prix. W tym samym czasie podpisał kontrakt z włoską ekipą Venturini Racing, na starty w World Series by Nissan. W połowie sezonu zakończył jednak działalność w serii (zdobyte punkty pozwoliły mu zająć 9. pozycję w końcowej klasyfikacji), na rzecz startów w Międzynarodowej Formule 3000. Rywalizując w juniorskiej ekipie czterokrotnego mistrz świata F1 – Alaina Prosta – Francuz nie zdobył jednak żadnego punktu spośród czterech wyścigów, w których brał udział. Najlepiej spisał się podczas wyścigu w Wielkiej Brytanii, gdzie zajął 9. miejsce.
W kolejnych dwóch latach Cochet kontynuował starty w World Series by Nissan, zajmując w sezonie 2002 13. pozycję (Jonathan nie brał udziału we wszystkich wyścigach). Poza tym w roku 2002 wystąpił w kilku wyścigach Formuły Nippon, jednakże bez sukcesu.
W latach 2005–2006 Cochet rywalizował w wyścigach długodystansowych – Le Mans Series, natomiast w sezonach 2001–2007 w 24-godzinnym wyścigu Le Mans. W latach 2006–2007 brał udział w amerykańskiej serii Grand-Am. W sezonie 2006 pełnił funkcję kierowcy testowego francuskiej stajni Renault.
W 2008 roku wystąpił w dwóch wyścigach serii A1 Grand Prix, w narodowej ekipie Francji. Nie zdobył jednak żadnych punktów. W roku 2009 ścigał się w Mistrzostwach Europy samochodów sportowych – FIA GT3. Oprócz tego rywalizował w serii Lamborghini Blancpain Super Trofeo, w której na koniec sezonu został sklasyfikowany tuż za podium, na 4. lokacie.